# Kushida
 (août 2021).
Yujiro Kushida (櫛田 雄二郎, Kushida Yūjirō) (né le 12 mai 1983 à Ōta) est un pratiquant d'arts martiaux mixtes et un catcheur (lutteur professionnel) japonais. Il travaille actuellement à la New Japan Pro Wrestling.
Il est d'abord pratiquant d'arts martiaux mixtes à la ZST au Japon où il remporte le tournoi Genesis en 2004. Il arrête de combattre en 2005 et a un bilan de six victoires et deux égalités.
Il devient catcheur d'abord à la Hustle en 2006 puis à la New Japan Pro Wrestling à partir de 2010. À la New Japan, il a remporte à deux reprises le championnat poids-lourd junior par équipe International Wrestling Grand Prix (IWGP) et le tournoi Super Junior Tag Tournament 2012 avec Alex Shelley et six fois le championnat poids-lourd junior IWGP.

## Carrière en arts martiaux mixtes
Kushida lutte au sein de la ZST, une fédération japonaise d'arts martiaux mixtes, et remporte le 1er juin 2003 son premier combat par disqualification face à Kenji Mizuno car ce dernier s'agrippe aux cordes. Son deuxième match le 7 septembre face à Tomohiko Hori se conclut par une égalité.
Il participe ensuite au tournoi Genesis dans la catégorie des poids légers où il passe le premier tour le 23 novembre après sa victoire par décision unanime face à Chikara Uehara. Le 11 janvier 2004 a lieu la suite du tournoi où il se hisse en finale en éliminant  Tomohiko Hori
Tomohiko Hori par décision unanime puis Isozaki Sokuri par soumission après un étranglement arrière et remporte la finale par décision unanime face à Takahiro Uchiyama. Il affronte Uchiyama une seconde fois le 4 juillet et l'emporte par soumission après une clé de bras. Le 23 janvier 2005, il affronte Shinya Sato et leur combat se conclut sur une égalité.

## Carrière de catcheur

### Débuts au Mexique puis àHUSTLE(2006-2009)
Yujiro Kushida s'entraîne pour devenir catcheur au Mexique à l'école de catch Aztec Budokan de El Oriental. Il commence brièvement sa carrière au Mexique masqué sous le nom de Yujiro.
De retour au Japon, il rencontre Yoshihiro Tajiri qui le recommande à Nobuhiko Takada qui est le promoteur de la HUSTLE. Il y fait ses débuts le 7 septembre 2006 durant Hustle vol. 20 où il remporte avec Tajiri un match par équipe face à Onigumo et Red Onigumo.

### New Japan Pro Wrestling (2010-2019)
Le 19 mars, il perd contre Prince Devitt et ne remporte pas le IWGP Junior Heavyweight Championship.
Lors de Power Struggle, lui et Tiger Mask perdent contre No Remorse Corps (Davey Richards et Rocky Romero) et ne remportent pas les IWGP Junior Heavyweight Tag Team Championship.
Lors de Dominion 6.16, lui, Bushi et Prince Devitt perdent contre Daisuke Sasaki, Kenny Omega et Kōta Ibushi.
Le 21 octobre, ils participent au Super Jr. Tag Tournament 2012, en battant Tag Team World Class (Gedo et Jado) dans leur match de premier tour. Le 2 novembre, ils battent Suzuki-gun (Taichi et Taka Michinoku) pour se qualifier pour la finale, où, plus tard le même jour, ils battent Apollo 55 (Prince Devitt et Ryusuke Taguchi) pour remporter le tournoi et une chance pour les IWGP Junior Heavyweight Tag Team Championship.
Le 15 novembre, il participe au NEVER Openweight Championship Tournament, mais il a été éliminé par Masato Tanaka dans son match de premier tour.
Le 12 avril, il perd contre Tomohiro Ishii et ne remporte pas le NEVER Openweight Championship.
Lors de Dominion 6.21, lui et Alex Shelley battent The Young Bucks et remportent les IWGP Junior Heavyweight Tag Team Championship pour la deuxième fois,. Lors de Kizuna Road 2014, il devient un double champion quand il bat Kōta Ibushi pour remporter le IWGP Junior Heavyweight Championship. Le 10 août, lui et Alex Shelley conservent les IWGP Junior Heavyweight Tag Team Championship contre reDRagon (Bobby Fish et Kyle O'Reilly). Lors de Destruction in Kobe, il perd le IWGP Junior Heavyweight Championship contre Ryusuke Taguchi,. Lors de Destruction in Okayama, lui et Alex Shelley conservent les IWGP Junior Heavyweight Tag Team Championship contre Suzuki-gun (El Desperado et Taichi). Lors de King of Pro-Wrestling, ils conservent les titres contre Forever Hooligans et The Young Bucks,. Lors de Power Struggle, ils perdent les titres contre reDRagon.
Lors de Dominion 7.5 in Osaka-jo Hall, il bat Kenny Omega et remporte pour la deuxième fois le IWGP Junior Heavyweight Championship,. Le 16 août, il conserve le titre contre Ricochet,.
Lors de Wrestle Kingdom 10 in Tokyo Dome, il bat Kenny Omega et remporte pour la troisième fois le IWGP Junior Heavyweight Championship. Lors de The New Beginning in Niigata 2016, il conserve son titre contre Bushi. Lors de ROH Conquest Tour 2016, il conserve son titre contre ACH. Lors de Invasion Attack 2016, il conserve son titre contre Will Ospreay. Lors de Wrestling Dontaku 2016, il conserve son titre contre Jushin Thunder Liger.
Le 20 juillet, il entre dans le Super J-Cup 2016 Tournament, en battant le représentant de la Pro Wrestling Noah, Taiji Ishimori dans son match de premier tour. Le 21 août, il bat un autre représentant de la Pro Wrestling Noah, Kenoh dans son match de second tour puis deux représentants de Suzuki-gun, Taichi et Yoshinobu Kanemaru, respectivement en demi - finale et en finale pour remporter la Super J-Cup 2016. Lors de Destruction in Tokyo, il perd le IWGP Junior Heavyweight Championship contre Bushi. Lors de Power Struggle, il bat Bushi et remporte pour la quatrième fois le IWGP Junior Heavyweight Championship. Lors de Wrestle Kingdom 11, il perd le titre contre Hiromu Takahashi. Lors de Sakura Genesis 2017, il perd contre Hiromu Takahashi en 1 minute et 56 secondes et ne remporte pas le IWGP Junior Heavyweight Championship.

#### 6ème IWGP Junior Heavyweight Championship (2018-2019)
Le 8 octobre 2018 lors de King of Pro Wrestling, il bat Marty Scurll pour remporter le IWGP Junior Heavyweight Championship vacant. Le 4 janvier 2019 lors de Wrestle Kingdom 13, il perd son titre contre Taiji Ishimori.
Le 29 janvier lors de Road to New Beginning- Day 3, il perd contre Hiroshi Tanahashi lors de ce qui est son dernier match à la NJPW.
Lors d'une conférence de presse suivant Wrestle Kingdom 13, KUSHIDA annonce qu'il va quitter la NJPW après l'expiration de son contrat le 31 janvier.

### Ring of Honor (2014-2017)

#### Débuts (2014)
À la suite du partenariat entre la Ring of Honor et la New Japan Pro Wrestling, les Time Splitters font leurs débuts en équipe à la ROH le 10 mai 2014 à Global Wars 2014, où ils affrontent les Young Bucks et les Forever Hooligans pour les ceintures junior poids-lourd par équipe IWGP, mais ils perdent le match. Ils reviennent le 7 décembre, après avoir perdu leur ceintures par équipe au Japon contre les reDRagon, et jouent un match revanche pour les titres par équipe de la ROH à l'occasion de Final Battle 2014, match qui se conclut par la défaite des Time Splitters.
Le 14 mai, lors du dernier jour de la tournée War of the Worlds, il bat Marty Scurll et remporte le ROH World Television Championship. Lors de Best in the World (2017), il conserve son titre contre Marty Scurll.

### Consejo Mundial de Lucha Libre / Lucha Libre Elite (2016)
Le 1er juin 2016, la Consejo Mundial de Lucha Libre annonce Kushida en tant que participant à l'International Gran Prix 2016 Tournament. Le 8 juillet, il perd contre Volador Jr. et ne remporte pas le NWA World Historic Welterweight Championship.

### World Wrestling Entertainment (2019-2022)

#### NXT (2019-2021)
Le 5 avril 2019, jour de NXT TakeOver: New York, KUSHIDA est annoncé comme nouveau membre de la NXT.
Le 18 avril, il fait ses débuts non télévisés en live event en remportant un match par équipe avec Babatunde et Keith Lee contre l'Undisputed Era.
Le premier mai, il dispute (et gagne) son premier combat télévisé à NXT contre Kassius Ohno. Le 15 mai à NXT, il bat Kona Reeves par soumission. Le 29 mai à NXT, il bat Drew Gulak à la suite d'un roll-up. Plus tard, Gulak annonce qu'il lance un défi à KUSHIDA pour un match de soumission. KUSHIDA remportera le match. Le 9 octobre à NXT, il perd contre WALTER, ce qui est sa première défaite télévisée.
Lors du mois de mai 2020, KUSHIDA échoua à remporter le tournoi déterminant le champion cruiserweight par intérim au profit d'El Hijo del Fantasma après avoir perdu un match de qualification à la finale au profit de Drake Maverick incluant aussi Jake Atlas,.
Le 12 août à NXT, il perd contre Cameron Grimes lors d'un triple threat match impliquant aussi le Velveteen Dream, le match déterminant le premier aspirant au championnat nord- américain de la NXT. Après le match, il se fait attaquer par Dream. Le 8 septembre à NXT, il attaque violemment The Velveteen Dream, lui portant une clé de bras sur un des tendeurs du ring. La semaine suivante à NXT, il bat rapidement Austin Theory par soumission. Le 30 septembre à NXT, il gagne par soumission contre Tony Nese. Le 4 octobre lors de Takeover 31, il bat The Velveteen Dream par soumission. Le 7 octobre à NXT, il perd contre Tommaso Ciampa par disqualification à la suite d'une intervention du Velveteen Dream. Le 21 octobre à NXT, il bat Dream et Ciampa lors d'un triple threat match.
Le 4 novembre à NXT, il bat Cameron Grimes par soumission. Le 18 novembre à NXT, il bat Arturo Ruas. La semaine suivante à NXT, il bat Timothy Thatcher par soumission. Le 16 décembre à NXT, il perd avec Leon Ruff contre The Way (Austin Theory et Johnny Gargano). Le 6 janvier 2021 lors de New Year's Evil, ils battent The Way. Le 20 janvier à NXT, il gagne avec Leon Ruff contre Johnny Gargano et Austin Theory. Lors de NXT TakeOver: Vengeance Day, il perd contre Johnny Gargano et ne remporte pas le NXT North American Championship. Le 17 février à NXT, il bat Tyler Rust. Lors de NXT TakeOver: Stand & Deliver, il perd contre Pete Dunne.

#### NXT Cruiserweight Champion (2021-2022)
Le 13 avril à NXT, il bat Santos Escobar et remporte le NXT Cruiserweight Championship.

### Retour à la New Japan Pro Wrestling (2022-...)
Il retourne à la NJPW le 21 juin à New Japan Road après que Taiji Ishimori a défendu avec succès son IWGP Junior Heavyweight Championship contre Hiromu Takahashi. Il est alors apparu et a révélé qu'il avait signé avec NJPW et passerait le reste de sa carrière avec l'entreprise.

### Impact Wrestling (2022-...)
Le 21 juillet 2022, il fait ses débuts à Impact Wrestling en sauvant The Motor City Machine Guns (Alex Shelley et Chris Sabin) de l'attaque de Deaner et Joe Doering.
Le 13 décembre 2023, il signe officiellement un contrat avec la compagnie.

## Palmarès

### Catch
- All Japan Pro Wrestling
  - AJPW U-30 Tag Team Tournament 2008 - avec T28

- Consejo Mundial de Lucha Libre
  - Cuadrangular de Parejas (2016) avec Marco Corleone[71]

- New Japan Pro Wrestling
  - 6 fois IWGP Junior Heavyweight Championship [72]
  - 2 fois IWGP Junior Heavyweight Tag Team Championship[72] - avec Alex Shelley
  - Super Jr. Tag Tournament 2012 - avec Alex Shelley
  - Best of the Supers Juniors (2015, 2017)
  - Super J-Cup (2016)

- Ring of Honor
  - 1 fois ROH World Television Championship

- What Culture Pro Wrestling
  - Pro Wrestling World Cup (2017)[73]
  - Pro Wrestling World Cup: Japanese Qualifying Tournament (2017) avec Hiromu Takahashi[74]

- World Wrestling Entertainment
  - 1 fois NXT Cruiserweight Championship

### Arts martiaux mixtes
- ZST
  - ZST Genesis Light Weight Tournament 2004[1]

| 8 combats            | 6 victoires | 0 défaites |
| Par KO               | 0           | 0          |
| Par soumission       | 2           | 0          |
| Sur décision         | 3           | 0          |
| Par disqualification | 1           | 0          |
| Égalités             | 2           | 2          |

| Résultat | Record | Adversaire        | Méthode                           | Événement                      | Date             | Round | Temps | Lieu         | Notes                                                       |
| -------- | ------ | ----------------- | --------------------------------- | ------------------------------ | ---------------- | ----- | ----- | ------------ | ----------------------------------------------------------- |
| Égalité  | 6-0-2  | Shinya Sato       | Égalité                           | Zst Grand Prix 2 Final Round   | 23 janvier 2005  | 3     | 3:00  | Tokyo, Japon |                                                             |
| Victoire | 6-0-1  | Takahiro Uchiyama | Soumission (clé de bras)          | Zst - Battle Hazard 1          | 4 juillet 2004   | 2     | 3:10  | Tokyo, Japon |                                                             |
| Victoire | 5-0-1  | Takahiro Uchiyama | Décision unanime                  | Zst - Grand Prix Final Round   | 11 janvier 2004  | 1     | 5:00  | Tokyo, Japon | En finale du tournoi Genesis poids légers.                  |
| Victoire | 4-0-1  | Isozaki Sokuri    | Soumission (étranglement arrière) | Zst - Grand Prix Final Round   | 11 janvier 2004  | 1     | 1:37  | Tokyo, Japon | En demi finale du tournoi Genesis poids légers.             |
| Victoire | 3-0-1  | Tomohiko Hori     | Décision unanime                  | Zst - Grand Prix Final Round   | 11 janvier 2004  | 1     | 5:00  | Tokyo, Japon | En quart de finale du tournoi Genesis poids légers.         |
| Victoire | 2-0-1  | Chikara Uehara    | Décision unanime                  | Zst - Grand Prix Opening Round | 23 novembre 2003 | 1     | 5:00  | Tokyo, Japon | Au premier tour du tournoi Genesis poids légers.            |
| Égalité  | 1-0-1  | Tomohiko Hori     | Égalité                           | Zst - The Battlefield 4        | 7 septembre 2003 | 1     | 5:00  | Tokyo, Japon |                                                             |
| Victoire | 1-0-0  | Kenji Mizuno      | Disqualification                  | Zst - The Battlefield 3        | 1er juin 2003    | 1     | 3:13  | Tokyo, Japon | Mizuno s'agrippe aux cordes provoquant sa disqualification. |

## Récompenses des magazines
- Pro Wrestling Illustrated

| Année | 2013 | 2014 | 2015 | 2016 | 2017 | 2018 | 2019 | 2020 | 2021 | 2022 | 2023 | 2024 |
| ----- | ---- | ---- | ---- | ---- | ---- | ---- | ---- | ---- | ---- | ---- | ---- | ---- |
| Rang  | 122  | 116  | 34   | 48   | 20   | 45   | 77   | 167  | 132  | 272  | 274  | 250  |